# Fünf Stimmen zur Mehrheit
Fünf Stimmen zur Mehrheit (Originaltitel: Five Votes Down) ist die vierte Folge der ersten Staffel der US-amerikanischen Fernsehserie The West Wing – Im Zentrum der Macht.

## Besetzung

### Hauptbesetzung
- Rob Lowe als Sam Seaborn, stellvertretender Kommunikationsdirektor des Weißen Hauses
- Moira Kelly als Mandy Hampton, Medienberaterin des Weißen Hauses
- Dulé Hill als Charlie Young, persönlicher Assistent des Präsidenten
- Allison Janney als C.J. Cregg, Pressesprecherin des Weißen Hauses
- Richard Schiff als Toby Ziegler, Kommunikationsdirektor des Weißen Hauses
- John Spencer als Leo McGarry, Stabschef des Weißen Hauses
- Bradley Whitford als Josh Lyman, stellvertretender Stabschef des Weißen Hauses
- Martin Sheen als President Josiah Bartlet, Präsident der Vereinigten Staaten

### Nebenbesetzung
- Kathryn Joosten als Mrs. Landingham, Sekretärin von Präsident Bartlet
- NiCole Robinson als Margaret, Assistentin von Leo McGarry
- Devika Parikh als Bonnie, Assistentin im Kommunikationsbüro
- Melissa Fitzgerald als Carol, Assistentin von C.J. Cregg

## Handlung
Zwei Tage vor einer wichtigen Abstimmung im Repräsentantenhaus ändern fünf Abgeordnete ihre Meinung. Leo vergisst zudem seinen Hochzeitstag, als er am späten Abend zuhause von seiner Frau empfangen wird. Am nächsten Tag wird Toby der Börsenmanipulation und somit eines Bundesverbrechens bezichtigt. Ein Aktienpaket, für das er im Jahr zuvor 5000 Dollar aufgebracht hatte, ist nun 125.000 Dollar wert. Gemäß Verdacht stiftete er einen Freund dazu an, das Unternehmen im Handelsausschuss zu erwähnen. Josh trifft sich unterdessen mit einem der fünf Abgeordneten und droht erfolgreich damit, ihm seine Wiederwahl zu erschweren. Die Stimme eines weiteren Abgeordneten sichert er, indem er einem seiner ehemaligen Studienfreunde einen exklusiven Fototermin mit dem Präsidenten anbietet. Da Leo für eine weitere Stimme den Vizepräsidenten einspannen müsste, trifft er sich stattdessen mit einem afroamerikanischen Abgeordneten. Das geplante Gesetz zur Kontrolle von Schusswaffen gilt allerdings nicht für alle Waffen, weshalb dieser das Gesetz ablehnt. Am Ende des Tages muss Leo die Trennung von seiner Frau hinnehmen, die ihre Unzufriedenheit über Leos Arbeitspensum als Grund anführt. Im darauffolgenden Gespräch mit dem Vizepräsidenten sichert dieser ihm seine Unterstützung im Rahmen des Gesetzes zu. Bei einem Meeting im Oval Office berät der Stab über Tobys Aktienproblem, als plötzlich der von Rückenschmerzen geplagte Präsident mit einer Überdosis Schmerzmittel hinzustößt und deshalb nicht zur Lösung des Problems beitragen kann. Vizepräsident Hoynes kann den letzten Abgeordneten von dem Gesetz überzeugen und wird in den Medien letztlich als Gewinner der Gesetzverabschiedung dargestellt. Abschließend besucht Leo ein Treffen der Anonymen Alkoholiker, das ihm zuvor vom Vizepräsidenten empfohlen wurde.

## Rezeption

### Auszeichnungen
Bei der Primetime-Emmy-Verleihung 2000 wurde Richard Schiff, der Darsteller des Toby Ziegler, in der Kategorie Bester Nebendarsteller in einer Dramaserie ausgezeichnet. Entscheidend dafür war neben seiner Leistung in der Episode In Excelsis Deo sein Wirken in Fünf Stimmen zur Mehrheit. John Spencer wurde unter der Berücksichtigung dieser Folge nominiert.